# Scissor Sisters
 (octobre 2023).
Si vous disposez d'ouvrages ou d'articles de référence ou si vous connaissez des sites web de qualité traitant du thème abordé ici, merci de compléter l'article en donnant les références utiles à sa vérifiabilité et en les liant à la section « Notes et références ».
Scissor Sisters est un groupe de musique pop new-yorkais qui tire ses influences du disco et du glam rock.
Le nom du groupe fait référence à une position sexuelle lesbienne, le tribadisme. Initialement, son nom complet était Dead Lesbian and the Fibrillating Scissor Sisters.
Le groupe est apparu en 2001, il a eu beaucoup de succès en Islande et au Royaume-Uni. Les paroles de leurs chansons, majoritairement écrites par Shears et Babydaddy, sont connues pour leur mélange d'humour et de tragédie.
Shears, comme Babbydaddy et Del Marquis, est ouvertement gay.

## Membres
- Jake Shears (né Jason Sellards) au chant
- Babydaddy (né Scott Hoffman) à la guitare basse, à la guitare, au clavier et au chant
- Ana Matronic (née Ana Lynch) au chant
- Del Marquis (né Derek Gruen) à la guitare

## Ancien membre
- Paddy Boom (né Patrick Seacor), à la batterie et aux percussions (2001 à 2008)

## Biographie
Scissor Sisters fait ses débuts quand Jake Shears rencontre Babydaddy, un multi-instrumentiste et parolier, et forment ainsi un duo. Ana Matronic vient s'ajouter au groupe alors qu'elle rencontre Jake Shears dans un cabaret, lors d'une fête d'Halloween. Del Marquis rejoint le groupe plus tard, ainsi que Paddy Boom, à la suite d'une annonce.
Scissor Sisters sort d'abord quelques singles, dont Comfortably Numb, une reprise disco/glam du succès de Pink Floyd. Même si elle obtient beaucoup de popularité au Royaume-Uni, on critique la voix de fausset du chanteur et la simplification de la chanson originale. Scissor Sisters se fait surtout connaître par le single Filthy/Gorgeous, un hymne à la nuit gay. La chaîne de supermarchés américaine Walmart refusa de commercialiser[réf. nécessaire] leur premier album, intitulé We Are Scissor Sisters, au motif qu'il contenait un « langage grossier »[réf. nécessaire]. Celui-ci se vend à des millions d'exemplaires. Ils sont d'abord sur le label City Rockers (en), puis après la disparition de celui-ci chez Polydor.
En septembre 2006, ils donnent un concert gratuit sur Trafalgar Square à Londres pour la sortie de leur deuxième album, intitulé Ta-Dah. Leurs deux premiers albums totalisent 14 disques de platine au Royaume-Uni.
Même s'ils déclarent que leur musique est difficile à catégoriser, Scissor Sisters est un mélange de pop, de disco et de rock. Les influences musicales sont multiples : Pet Shop Boys, Bee Gees, KC and the Sunshine Band, Duran Duran (« la raison pour laquelle nous nous sommes mis à la musique », ont-ils déclaré), Supertramp, David Bowie, Siouxsie and the Banshees (« Je ne serais pas là sans Siouxsie », a dit Ana aux Brit Awards 2005), Elton John, Queen et Chic. La scène homosexuelle est peut-être aussi une influence, même si Jake Shears déclare que « le fait que quelques-uns de nous soient gays affecte notre musique de la même manière que l'hétérosexualité des membres de Blondie ». Leurs chansons traitent fréquemment des marginaux : Tits On The Radio dénonce les lois adoptées par Rudolph Giuliani pour réprimer la vie nocturne new-yorkaise ; Lovers In The Backseat parle de la drague dans le milieu gay ; et Return To Oz traite des dégâts causés par la méthamphétamine sur la communauté gay new-yorkaise.
Leur chanson I Can't Decide apparaît dans la série Doctor Who (épisode Le Dernier Seigneur du temps). Leur chanson Fire with fire est choisie pour figurer dans le répertoire des musiques du jeu FIFA 11 sur PSP. Le titre I Don't Feel Like Dancin' est diffusé pendant le premier épisode de la série télévisée Private Practice. Le titre Isn't It Strange est créé pour le film d'animation Shrek le troisième.
Le 23 octobre 2012, après un concert à Londres au Roundhouse, le groupe annonce une « pause d'une durée indéterminée ».
Un an à peine après la Fusillade du 12 juin 2016 à Orlando, et pendant le mois des fiertés, le groupe réalise le premier single depuis cinq ans, Swerlk, en collaboration avec MNDR, qui sort le 9 juin 2017. L'argent récolté, grâce à la vente de ce titre sur les plates-formes en ligne, est reversé à la Contigo Fund, une organisation caritative qui vient en aide à la communauté LGBTQ.
Le groupe, à l'exception d'Ana Matronic, se réunit à nouveau pour une tournée en 2025.

## Distinctions
- 2005 : meilleur album international, meilleur groupe international et révélation internationale aux Brit Awards[11]

## Discographie

### Albums
- Scissor Sisters - (2004) #1 UK, #102 US
- Remixed! - (2004)
- Ta-Dah - (2006)
- Night Work - (2010)
- Magic Hour (2012)

### Singles
De The Demo Album :
- Electrobix vinyle de 12 (2002)

De Scissor Sisters :
- Laura (2003)
- Comfortably Numb (2004)
- Take Your Mama (2004)
- Laura (re-release) (2004)
- Mary (2004)
- Filthy / Gorgeous (2005)

De Ta-Dah :
- I Don't Feel Like Dancin' (2006)
- Land of the Thousand Words (2007)
- She's My Man (2007)
- Kiss You off (2007)
- Lights (2007)

De Night Work :
- Invisible Light (2010)
- Fire with Fire (en) (2010)
- Any Which Way (2010)

De Magic Hour :
- Shady Love (2012)
- Only The Horses (2012)
- Baby Come Home (2012)
- Let's Have a Kiki (2012)

## Vidéographie
- We Are Scissor Sisters... And So Are You (2004)
- Hurrah a Year of Ta-Dah (2007)